# Miss Gladys und ihr Astronaut
Miss Gladys und ihr Astronaut ist ein Roman des britischen Autors David M. Barnett. Er erschien 2017 unter dem Titel Calling Major Tom bei Orion Books in London. Im Juni 2018 veröffentlichte der Ullstein Verlag das Buch auf Deutsch, die Übersetzung erfolgte durch Wibke Kuhn.

## Inhalt
Der britische Astronaut Thomas Major ist im Auftrag der British Space Agency an Bord einer Ares-I-Rakete auf dem Flug zum Mars. Dort soll er Vorbereitungen für eine geplante Kolonisierung des Planeten treffen. Major wird – zu seinem Leidwesen – von allen nur Major Tom genannt, da die Pläne für den Flug an dem Tag bekanntgegeben wurden, als David Bowie starb. Thomas Major kam zu seinem Raumflug durch Zufall, da der eigentlich vorgesehene Astronaut verstarb. Major nutzte die Chance, da er mit seinem Leben auf der Erde unzufrieden ist und auch keine Freunde oder Familie hat.
Als er seine Ex-Frau mithilfe eines Iridiumtelefons anrufen will, landet sein Anruf auf dem Mobiltelefon der Rentnerin Gladys Ormerods in Wigan, da diese die Telefonnummer übernommen hat. Gladys leidet an Demenz. Da ihr Sohn noch einige Monate im Gefängnis verbringen muss, ist sie alleine für ihren 10-jährigen Enkel James und seine fünf Jahre ältere Schwester Elli verantwortlich. Als sich Gladys aufgrund ihrer Erkrankung in der Stadt verläuft, ruft sie Thomas zurück und bittet ihn, sie nach Hause zu lotsen. Widerwillig hilft er ihr, mithilfe von Google Maps, zurück zu ihrem Reihenhaus.
Während Elli durch diverse Nebenjobs versucht, die schwierige finanzielle Situation der Familie zu verbessern, bekommt James die Möglichkeit, zum Nationalen Naturwissenschaftlichen Wettbewerb nach London zu fahren. Das Preisgeld von 5000 Pfund würde die drohende Räumungsklage der Bank abwenden. Da James kein geeignetes Projekt für den Wettbewerb einfällt, ruft auch er auf der Ares I-Rakete an. Nach anfänglicher Ablehnung erklärt sich Thomas Major bereit dem Jungen zu helfen und entwirft mit ihm zusammen ein Projekt.
Zwischenzeitlich hat die Bodenstation von den Telefonaten erfahren und versucht, aus der Geschichte der Familie Ormerod Gewinn zu schlagen und das ramponierte Ansehen der British Space Agency aufzupolieren.
Nachdem das ursprünglich geplante Experiment von einigen von James’ Mitschülern kaputt gemacht worden war, hat Major einen Alternativplan und will im Raumschiff einen Furz entzünden. Thomas kann die PR-Beraterin Claudia überzeugen, dass die BBC ihn während des Experiments live im Fernsehen überträgt und James moderiert parallel seine Präsentation in der Olympia Halle.
James kann die Jury von seinem Experiment überzeugen und gewinnt den Wettbewerb. Claudia hat zusätzlich erreichen können, dass Mr. Ormerod auf Bewährung aus dem Gefängnis entlassen wird.

## Kritik
„Mit „Miss Gladys und ihr Astronaut“ ist dem britischen Autor David M. Barnett eine wunderbar warmherzige Geschichte geglückt, die von ihren charmanten, eigenwilligen Figuren lebt und jener schönen Mischung aus schwerelosen Unwahrscheinlichkeiten und dem ganz gewöhnlichen Alltagsirrsinn. Gleichsam musikalisch untermalt wird der vergnügliche Roman von David Bowies berühmtem Ohrwurm „Space Oddity“.“